# Wolf Man (film, 2025)
Pour les articles homonymes, voir Wolfman.
Pour plus de détails, voir Fiche technique et Distribution.
Wolf Man ou Loup-garou au Québec est un film américain réalisé par Leigh Whannell et sorti en 2025. Il s'agit d'un nouveau remake du film Le Loup-garou de George Waggner sorti en 1941 dans le cadre des Universal Monsters.

## Synopsis
En 1995, la disparition d'un randonneur dans les montagnes de l'Oregon suscite des spéculations sur un virus lié à la faune de la région. Lors d'un voyage de chasse dans la région, le jeune Blake Lovell et son père Grady repèrent une mystérieuse créature tapie dans la forêt et se cachent dans une tour de chasse surélevée.
Trente ans plus tard, Blake vit désormais à San Francisco avec sa  femme Charlotte et leur fille Ginger. Bourreau de travail, il passe peu de temps avec sa famille. Et comme son père, dont il n'a pas aucune nouvelles, il a du mal à contrôler son caractère, ce qui met son mariage à rude épreuve. Un jour, il reçoit un acte de décès de Grady, porté disparu, ainsi que les clés de sa maison d'enfance de l'Oregon. Il décide de s'y installer pour tenter de sauver sa relation avec Charlotte. À la ferme, nuit de pleine lune, la famille est attaquée par un loup-garou qui griffe le bras de Blake. Ils se barricadent à l'intérieur de la maison, mais bientôt Blake commence à se transformer en quelque chose d'horrible, mettant en danger la sécurité de sa femme et de sa fille.

## Fiche technique
Sauf indication contraire, les informations mentionnées dans cette section peuvent être confirmées par la base de données cinématographiques IMDb,  présente dans la section « Liens externes ».
- Titre original et français : Wolf Man
- Titre québécois : Loup-garou[1]
- Réalisation : Leigh Whannell
- Scénario : Leigh Whannell, Corbett Tuck, Lauren Schuker Blum et Rebecca Angelo, d'après le scénario du film Le Loup-garou écrit par Curt Siodmak
- Musique : Benjamin Wallfisch
- Décors : Ruby Mathers
- Costumes : Sarah Voon
- Photographie : Stefan Duscio
- Montage : Andy Canny
- Production : Jason Blum

Producteurs délégués : Ryan Gosling, Ken Kao, Beatriz Sequeira, Melanie Turner et Leigh Whannell
- Sociétés de production : Blumhouse Productions et Motel Movies
- Société de distribution : Universal Pictures
- Budget : N/A
- Pays de production :  États-Unis
- Langue originale : anglais
- Format : couleur
- Genre : horreur, fantastique, thriller
- Durée : 103 minutes
- Dates de sortie[2] :
  - France : 15 janvier 2025
  - États-Unis, Canada : 17 janvier 2025

## Distribution
- Christopher Abbott (VF : Damien Ferrette ; VQ : Adrien Bletton) : Blake Lovell
- Julia Garner (VF : Camille Donda ; VQ : Elisabeth Gauthier Pelletier) : Charlotte Lovell
- Matilda Firth (en) (VF : Coralie Thuilier ; VQ : Zahra Mourtada) : Ginger Lovell
- Sam Jaeger (VF : Jochen Hägele ; VQ : Alexandre Daneau) : Grady Lovell, le père de Blake
- Benedict Hardie (VF : Cédric Dumond ; VQ : Alexis Lefebvre) : Derek Kiel
- Zac Chandler (VQ : Antoine Saouaf) : Blake, jeune
- Ben Prendergast
- Beatriz Romilly
- Milo Cawthorne (en)
- Leigh Whannell : Dan Kiel (caméo vocal)

## Production

### Genèse et développement
En juillet 2014, Universal Pictures annonce développer un reboot de l'Universal Monsters, une série de films d'horreurs produits principalement entre les années 1930 et 1950. Il est alors annoncé la création d'un univers partagé, Dark Universe,. En novembre 2014, Aaron Guzikowski est chargé d'écrire le scénario du remake du Loup-garou (1941) de George Waggner avec le personnage de Larry Talbot (en),. En juin 2016, Deadline.com évoque des rumeurs disant que Dwayne Johnson pourrait obtenir le rôle. En octobre 2016, le développement continue alors que David Callaham est engagé pour réécrire le script. En 2017, La Momie, premier film du Dark Universe annoncé, sort en salles. C'est un énorme échec critique et commercial qui engendre l'annulation des autres films prévus, dont Wolf Man.
Après le succès du long métrage Invisible Man (2020), de Leigh Whannell, Universal décide d'attirer de nouveaux talents pour qu'ils leurs présentent leurs idées. Le studio reçoit alors de nombreuses propositions, dont un pitch de Ryan Gosling pour refaire The Wolf Man, dans la veine de Night Call, avec Lauren Schuker Blum et Rebecca Angelo au scénario. Plusieurs cinéastes sont alors envisagés pour réaliser le film comme Cory Finley, dont le film Pur-sang (2017) aurait été très apprécié par Universal. Leigh Whannell est également envisagé. Il refuse initialement le poste avant que le producteur Jason Blum lui conseille de reconsidérer la proposition. En juillet 2020, Leigh Whannell entre en phase de négociations pour écrire un premier jet de scénario et pour réaliser le film. Mais le cinéaste quitte finalement le film, pris par d'autres projets. En octobre 2021, Derek Cianfrance est confirmé pour le remplacer et retrouve Ryan Gosling après Blue Valentine (2010) et The Place Beyond the Pines (2012).
En décembre 2023, il est révélé que Ryan Gosling et Derek Cianfrance ont finalement quitté le projet. Leigh Whannell reprend finalement la réalisation et participe également à l'écriture du script avec Corbett Tuck, Lauren Schuker Blum et Rebecca Angelo.

### Attribution des rôles
En décembre 2023, Christopher Abbott est annoncé dans le rôle-titre, remplaçant ainsi Ryan Gosling. En janvier 2024, il est rejoint par Julia Garner.

### Tournage
Le tournage débute le 17 mars 2024.

## Sortie et accueil

### Date de sortie
La sortie américaine de Wolf Man était initialement prévue pour le 25 octobre 2024. Cependant, en mars 2024, il est annoncé qu'elle est repoussée au 17 janvier 2025.